# 18th Street Gang

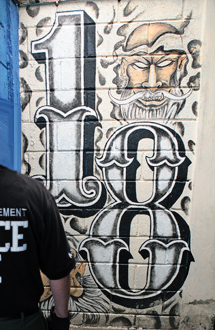
Graffiti der 18th Street Gang

Die 18th Street Gang, auch Eighteen street, XV3 Gang, Mara18 oder BEST (big Eighteen street) genannt, ist eine Latino-Gang, die in weiten Teilen Amerikas agiert. Ihre Mitgliederzahl wird allein in Los Angeles auf 8.000 bis 20.000 geschätzt.

## Geschichte
Die 18th Street Gang entwickelte sich in den 1960er-Jahren im Polizeibezirk Rampart von Los Angeles, in der „18. Straße“. In dieser Straße agierte schon die Clanton Street Gang, die weite Teile des Polizeibezirks kontrollierte. Da immer mehr Latinos in die USA kamen, wuchs die Zahl der dort vorhandenen Latinogangs. Junge Latinos wollten sich der Clanton Street Gang anschließen, wurden aber nicht akzeptiert, da diese nur Mexikaner aufnahm. Deswegen gründeten die Jugendlichen die 18th Street Gang, in der die Ethnizität keine Rolle spielte. Die Gang entwickelte sich rasch durch viele illegale Immigranten (1995 waren 60 % der Gangmitglieder illegale Einwanderer) und dadurch wuchs auch ihre Bedeutung. Obwohl die 18th Street keinen mexikanischen ethnischen Hintergrund verlangt, ist der Großteil der Mitglieder mexikanisch. Durch den Bürgerkrieg in El Salvador emigrierten viele Salvadorianer in die USA und schlossen sich dieser Gang oder der Mara Salvatrucha an. Viele von ihnen waren illegale Immigranten und wurden zurück in ihre Heimat geschickt, wo sie die Gang weiterführten.
Aktiv ist die Gang seit den 1990er Jahren in Kanada, den USA, Mexiko, El Salvador, Guatemala, Honduras und Spanien.
Die Gang ist verfeindet mit den Bloods und Crips, ihr größter Rivale ist die Mara Salvatrucha.

## Filmische Rezeption
- Christian Poveda (Kamera & Regie): La vida loca. Die Todesgang. Ascot Elite Home Entertainment (Vertrieb Universum Film), im Original erschienen 2008, mit deutschen Untertiteln 2010

Der Journalist Christian Poveda begleitete die Gang zwei Jahre lang und drehte 2008 die Dokumentation La vida loca. 2009 wurde er mit vier Kopfschüssen ermordet.